# Wyoming (Schiff, 1909)
Die Wyoming [waɪˈoʊmɪŋ] war ein US-amerikanischer Sechsmastgaffelschoner aus Bath, Maine. Sie war der größte Holzschoner, der größte Sechsmastschoner und dazu auch das längste Holzschiff der Welt (Länge über alles: 137,2 m / 450 ft). Das Schiff lief 1909 vom Stapel und sank 1924.

## Beschreibung
Der Rumpf der Wyoming war in Kompositbauweise aus Kiefernholz gebaut und mit 90 Stahldiagonalbändern pro Seite verstärkt, ebenso der Kiel durch Stahlblechsegmente. Ihr Klüverbaum maß ca. 30 m, ihr Besanbaum 27 m. Die umlaufende weiße Reling war ebenfalls aus Holz gearbeitet. Sie war ein echter Glattdecker, das heißt, auf ihrem obersten Deck gab es keine Back und keine Poop. Drei Deckhäuser waren vorne, mittschiffs und achtern in das Oberdeck eingesenkt, dazu fünf Großluken mit eigenem Ladegeschirr. Wie bei allen amerikanischen drei- und mehrmastigen Schonern waren alle Gaffelsegel bis auf das letzte gleich groß. Das Besansegel (amerik. engl. spanker sail) war deutlich größer als die anderen Gaffelsegel, und der Besanbaum überragte sogar die am Heck quer an Davits eingehängte Kapitänsgig um 2 m. Als damals moderne Ausstattung war sie mit einem Bordtelefonsystem und Funk ausgerüstet, die Antenne verlief zwischen Tanzer- und Besanmast. In Abwandlung der verbreiteten Praxis amerikanischer Namensgebung nach berühmten Personen wurde der große Segler nach dem US-Bundesstaat Wyoming benannt, da der siebte Gouverneur von Wyoming, Bryant B. Brooks, ein Investor des Schiffes war. Nach dem Gouverneur selbst konnte der Sechsmaster nicht mehr benannt werden, da es bereits einen Fünfmastgaffelschoner namens Governor Brooks (2.628 BRT) gab, 1907 ebenfalls bei Percy & Small auf eigene Rechnung gebaut. Der Schoner konnte maximal 6.100 t laden und lief jahrelang in der Delaware- und Chesapeake-Kohlefahrt (engl.: collier oder „coal carrier“) entlang der amerikanischen Ostküste. Die Besatzung betrug mit Offizieren nur 13 bis 14 Mann, da das Schiff dampfbetriebene Hilfsaggregate besaß. Die Wyoming galt als ein sehr schönes und imposantes Schiff mit schlanken Linien und war dazu gemäß Kapitän McLeod trotz der Größe ein guter Segler und leicht wie eine Yacht zu handhaben. Wie bei allen großen Holzschonern litt ihr Holzrumpf unter der Belastung durch Ladung und Seegang: Verdrehen, Verziehen und Durchbiegen des Rumpfes (engl.: „hogging“ – Durchbiegen der Schiffsmitte nach oben und „sagging“ – Durchbiegen nach unten). Das Schiff musste von Anbeginn an dauernd gelenzt werden und hatte wegen seiner Größe und Holzbauweise erhebliche Probleme auf hoher See, weswegen es, wenn möglich, in Küstennähe fuhr.
Die Benennung der Masten bei den großen sechsmastigen Schonern war:
- fore, main, mizzen, jigger, driver, spanker (mast) – Vor-, Groß-, Kreuz-, Tanzer-, Treiber-, Besanmast (dt. Benennung)

## Geschichte
Die Wyoming, getauft von der Gouverneursgattin Lena Brooks mit einem Rosenstrauß, lief am 15. Dezember 1909 gegen 12:45 Uhr in Bath, Maine, an den Ufern des Kennebecflusses auf der Schiffswerft von Percy & Small für eigene Rechnung als letzter der neun hölzernen Sechsmastgaffelschoner Neuenglands komplett geriggt vom Stapel, bestaunt von einer riesigen Zuschauermenge, und stach bereits am 21. Dezember nach Komplettierung von Ausrüstung und Vorräten unter Kapt. Angus McLeod zu ihrer Jungfernreise in See. Die Firma Percy & Small (451 Washington St., Bath ME, 1894 gegründet von Kapt. Samuel Rogers Percy (1856–1940) und Frank Albion Small (1865–1917)) war die größte Schonerbauwerft in Neuengland und brachte allein sieben der zehn Sechsmastgaffelschoner Neuenglands zu Wasser, wovon sie zwei bereederte, dazu fünfzehn Fünfmastschoner, neunzehn Viermastschoner sowie etliche kleinere Schiffe.
Sechsmastige Schoner waren ein relativ seltener Schiffstyp und sorgten besonders beim Einlaufen in Häfen außerhalb Neuenglands stets für Zuschauer. Neben den neun hölzernen Sechsmastern aus Neuengland gab es auch den einzigen stählernen Sechsmastschoner (William L. Douglas, Reedereischwester der Thomas W. Lawson) und einige Holzsechsmaster aus Oregon (US-Westküste) wie die Oregon Fir, Oregon Pine, Fort Laramie und Dorothy H. Sterling. Weiterhin existierten vier zu Sechsmastschonern umgebaute Viermastrahsegler (County of Linlithgow (1887), Kenilworth (1887), Daylight (1902), Hans (1904)) und die Navahoe (1908), eine Schlepptankerbarge mit Sechsmastschonerstütztakelage.
Die Wyoming war mit 7.718 BRT (9.250 tons Ladung) der größte je gebaute Segler. Im Laufe ihrer 14-jährigen Existenz auf See wechselte die Wyoming dreimal ihren Eigner. Bis 1917 fuhr sie für Percy & Small in küstennaher Kohlefahrt, das letzte Jahr davon in Charter für die International Paper Co. Sobald die Charter auslief, wurde der große Schoner an die France & Canada Steamship Co., Montreal, verkauft (~350.000 US-Dollar) und in New York registriert. Unter diesem Reeder machte sie auch transatlantische Reisen bis nach Frankreich und später nach Genua sowie nach Santos, Brasilien. 1921 kaufte der Reederkapitän Frost (A. W. Frost & Co.) den Schoner, mit Portland (Maine) als Heimathafen, und setzte sie wieder in der Ostküstenfahrt bis Kanada ein.
Am 11. März 1924 sank der große Schoner mit Kohle tief abgeladen auf der Fahrt von Norfolk, Virginia, nach St. John, New Brunswick, beim Abwettern eines Nor’easters im Nantucket-Sund nahe Chatham, Massachusetts, südlich von Cape Cod. Alle dreizehn Seeleute einschließlich Kapitän Charles Glaesel fanden den Tod. Zufällig befand sich der Sponsor des Schoners, Ex-Gouverneur Bryant B. Brooks, mit Ehefrau von einer Europareise über Halifax kommend, nicht weit von der Untergangsstelle entfernt und erfuhr bei der Ankunft in New York von der Katastrophe. Das Wrack konnte trotz intensiver Suche zunächst nicht gefunden werden. Inzwischen wurde es auf Position 41° 32′ N, 69° 54′ W lokalisiert. Man geht heute davon aus, dass der Kiel des tief abgeladenen Seglers im Sturm bei einer Grundberührung in der flachen See brach und das Schiff daraufhin sank. Ein anderer Percy & Small-Schoner, der Fünfmaster Cora F. Cressy (1902, 2.499 BRT), lag zwei Tage neben der Wyoming, auch auf besseres Wetter wartend. Kapitän Charles N. Publicover ließ, als der Sturm stärker wurde, die Anker lichten und suchte mit Sturmbeseglung die offene See. Schiff und Mannschaft überstanden den Sturm.

## Schiffsdaten
- Konstruktion: Holz-Rumpf als Glattdecker (ohne Back und Poop) in Komposit-Bauweise aus 17-cm-Planken (6 Zoll) mit 90 Eisendiagonalbändern pro Schiffsseite zur Verstärkung
- Rigg: Standardrigg Sechsmastgaffelschoner: Masten mit Untermast, Stenge, Gaffelbaum und Gaffel
- Mastfolge: Fock-, Groß-, Kreuz-, Tanzer-, Treiber- und Besanmast (deutsche Standardbenennung, s. o.)
- Anzahl der Decks: 3, kein Back- und Poopdeck
- Kiellegung: 5. April 1909
- Stapellauf: 15. Dezember 1909
- Jungfernfahrt: 21. Dezember 1909 nach Newport News (Virginia)
- Bauwerft: Percy & Small, Bath, ME, USA
- Konstrukteur: Bant Hanson
- Reederei: Percy & Small, Bath, ME, USA
- weitere Reedereien: France & Canada Steamship Co., Montreal (1917); Capt. A. W. Frost & Co., Portland, ME (1921)
- Heimathafen: Bath (1909); New York (1917); Portland (Maine) (1921);
- Länge über alles (Lüa):  137,2 m (450 ft)
- Länge Galion-Heck (Rumpflänge):  108 m
- Länge an Deck (LaD):  106,5 m (350 ft)
- Länge in der KWL:  102,5 m (336 ft)
- Länge zwischen den Loten (LzL, Lpp):  100,4 m (329,5 ft)
- Breite:  15,2 m (50,1 ft)
- Raumtiefe:  10 m (33 ft)
- Seitenhöhe:  11 m (36 ft)
- Tiefgang:  9,3 m (30,4 ft)
- Vermessung: 3.730,54 BRT / 3.036,21 NRT
- Verdrängung: 10.164 t (Schiffsmasse (4.064 t) inkl. Ladung)
- Ladekapazität/Tragfähigkeit: 6.100 t
- Segelfläche: ~3.700 m² (22 Segel: 5 Gaffelgroßsegel, Besan(gaffel)segel, 6 Gaffeltoppsegel, 5 Stagsegel + Vorstengestagsegel, 4 Klüver)
- Masthöhe: 54 m (Unterkante Kiel-Flaggenknopf)
- Hilfsantrieb: keiner; Dampfmaschine für die Hyde-Winden und den Generator
- Baukosten: US-$ 175.000,00 (US-$ 190.000,00[3]); Wert 1917: US-$ 350.000,00; Wert 1921: US-$ 320.000,00
- Klassifikation: Lloyd’s / Bureau Véritas +100A
- Erster Schiffsführer: Angus McLeod
- weitere Kapitäne: Charles Glaesel (letzte Fahrt)
- Besatzung: 13–14 Mann (Kapitän, Maschinist, 2 Steuerleute, Steward, 8–9 Seeleute)
- Höchstgeschwindigkeit:  16 kn
- Besonderheiten: Bordtelefon, Generator, Funkanlage

## Skulptur

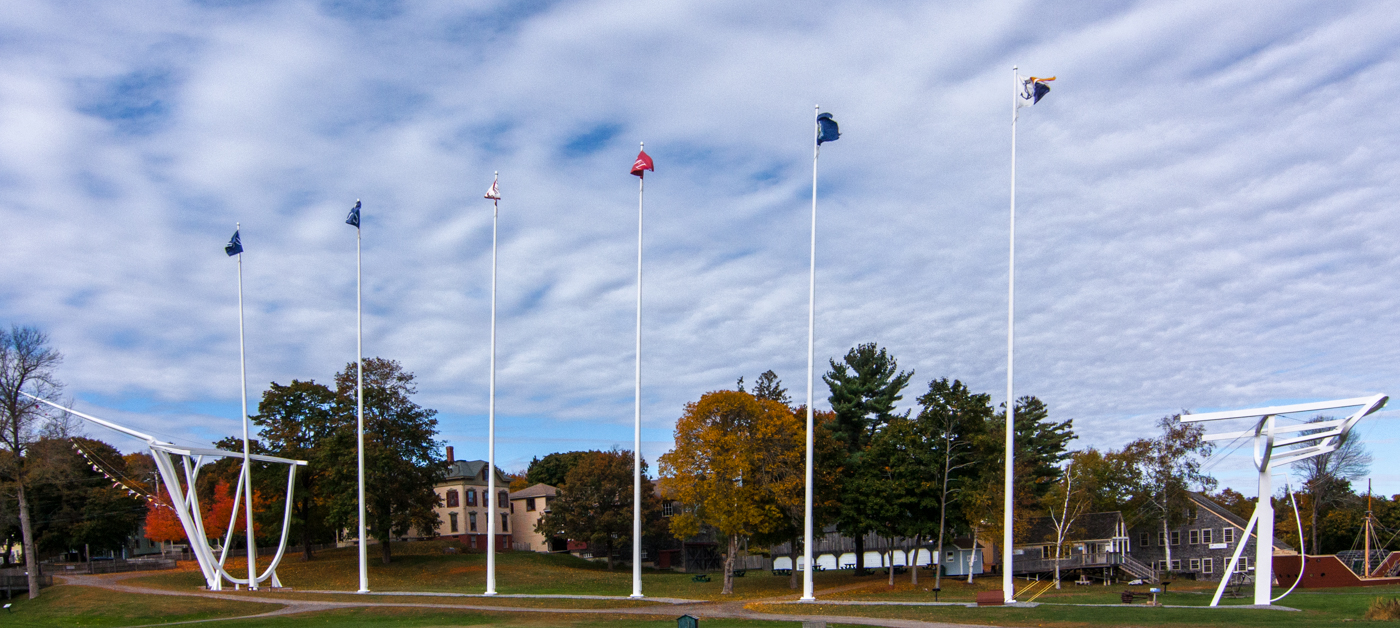
Skulptur der Wyoming

Im Freigelände des Maine Maritime Museum in Bath (Maine), dem ehemaligen Bauplatz der Werft Percy & Small, befindet sich eine Großskulptur, die die Dimensionen des Schiffes in Originalgröße veranschaulicht.